# Agrias sara
Agrias sara är en fjärilsart som beskrevs av Hans Fruhstorfer 1902. Agrias sara ingår i släktet Agrias och familjen praktfjärilar. Inga underarter finns listade i Catalogue of Life.